# Křesťanská apologetika
Křesťanská apologetika je disciplína křesťanské teologie, která poskytuje rozumové důvody pro víru. Mezi disciplíny, které využívá, může patřit filozofie, matematika, historie, biologie, logika apod., nebo také jednoduše poskytnutí odpovědi na otázku o Ježíši nebo biblické pasáži. Slouží k utvrzení a posílení víry věřících, k ukázání pravdy křesťanské víry a při evangelizaci hledajících. Je vyjádřením lásky k Bohu celou myslí.
Biblický verš, který bývá citován, je z Prvního listu Petrova 3,15: „Buďte stále připraveni k obhajobě před každým, kdo by od vás žádal, abyste vydali počet z naděje, kterou máte, avšak s tichostí a s bázní...“ (Český studijní překlad)

## Typy

### Ofenzivní apologetika
Cílem ofenzivní (pozitivní) apologetiky je ukázat, že existují dobré důvody myslet si, že křesťanství je pravdivé.
1. přirozená teologie – předkládá důkazy podporující teismus nezávisle na autoritativním, božím zjevení. Jde např. o ontologické, kosmologické, teleologické a morální důkazy.
2. křesťanské důkazy – podporují křesťanský teismus. Jde např. o vyplněná proroctví, výroky Ježíše, historická věrohodnost evangelií apod.

### Defenzivní apologetika
Cílem defenzivní (negativní) apologetiky je ukázat, že nejsou dobré důvody myslet si, že křesťanství je nepravdivé.
1. odpovídá na námitky proti teismu – např. ne/udržitelnost konceptu Boha, problém zla
2. obrana biblického teismu – např. odpovědi na námitky biblické kritiky a současné vědy

## Klasická apologetika
Předpokládá existenci společné platformy pro křesťany a nekřesťany – rozum a objektivní zvážení faktů.

### Psychologické důkazy
Argumentace psychologickými důkazy směřuje na smysl absurdity života bez Boha. Mezi představitele patří Blaise Pascal, Fjodor Michajlovič Dostojevskij, Søren Kierkegaard, Francis Schaeffer.

### Filosofické důkazy
- ontologický důkaz – mezi zastánce patří Anselm z Canterbury, René Descartes, Baruch Spinoza, Gottfried Wilhelm Leibniz, Charles Hartshorne, Norman Malcolm, Alvin Plantiga; mezi oponenty se řadí Gaunilo, Tomáš Akvinský, David Hume, Immanuel Kant

Příklad argumentace, jak ji uvedl Anselm z Canterbury (1033–1109) v díle Proslogion:
1. Bůh je podle definice něco, nad co nic většího nelze myslet.
2. Jedna věc je existovat pouze v mysli a jiná existovat v mysli i mimo mysl (extramentálně). (Obraz v mysli umělce a obraz v mysli i na plátně.)
3. Je více existovat i v mysli a mimo mysl než existovat pouze v chápání.
4. Proto musí Bůh existovat v mysli i mimo mysl (tedy v realitě). Pokud by neexistoval mimo mysl, mohli bychom myslet něco většího, co existuje i mimo mysl a bylo by tedy větší. Ale Bůh je podle definice něco, nad co nic většího nelze myslet. Proto Bůh musí existovat.

- kosmologický důkaz – existuje mnoho verzí; důkaz utvářeli a kritizovali Aristotelés, svatý Augustin, Anselm z Canterbury, Alfarabi, Avicenna, Tomáš Akvinský, Duns Scotus, William Ockham, René Descartes, Gottfried Wilhelm Leibniz, David Hume, Immanuel Kant, Richard Taylor, Stuart C. Hackett, James F. Ross, William Lane Craig

- teleologický důkaz – důkaz formulovali a kritizovali Tomáš Akvinský, David Hume, John Stuart Mill, Bertrand Russell, William Paley.

Příklad argumentace, jak ji uvádí William Paley (1743–1805) v díle Přirozená teologie.
1. Hodinky ukazují, že byly sestaveny s inteligentním úmyslem, tj. ukazovat čas.
a. Mají pružinu, která je pohání.
b. Mají systém koleček pro přenášení pohybu.
c. Kolečka jsou z mosazi, aby nerezla.
d. Pružina je z oceli, kvůli pružnosti tohoto kovu.
e. Zepředu mají sklo, aby člověk viděl skrze ně.
2. Svět ukazuje ještě větší důkazy o účelnosti (designu) než hodinky.
a. Svět je větší dílo než hodinky.
b. Svět má jemnější a komplexnější uspořádání (design) než hodinky.
c. Svět má neomezeně možností způsobů, které vedou k cílům.
3. Jestliže existence hodinek ukazuje na existenci hodináře, pak existence světa naznačuje existenci ještě většího inteligentního Designéra (Boha).
- morální důkaz – důkaz formulovali a kritizovali Immanuel Kant, Hastings Rashdall, William Ritchie Sorley, Clive Staples Lewis, Bertrand Russell, Pierre Bayle, Albert Camus, Hans Künig

### Historicko/biblické důkazy
Předmětem důkazů jsou vyplněná proroctví, věrohodnost evangelií, prázdný hrob, biblické rukopisy, zázraky

### Vědecké důkazy
Důkazem je stvoření světa.

## Předpokladová apologetika
Zabývá se předpoklady těch, kteří oponují křesťanství, protože předpoklady ovlivňují to, jak člověk vnímá důkazy a jak uvažuje.